# Embalse de Bornos
El embalse de Bornos es un embalse localizado en la localidad gaditana de Bornos, Andalucía (España).Pertenece a la Demarcación Hidrográfica del Guadalete-Barbate

## Construcción
Se inauguró en 1961.

## Turismo
Existe zona de baño libre.
Cuenta con un Club de Vela y un Centro de Actividades Turísticas para hacer piragüismo, vela, windsurf, esquí acuático, pesca, kite surf, kayak, parasailing, stand up paddle, fly board, banana boat, etc.

## Galería
|                           |
| Embarcadero en el embalse |

|                  |
| Muro del pantano |

|                  |
| Cola del Embalse |